# Gülçin Santırcıoğlu
Gülçin Santırcıoğlu (İzmir, Turquia, 1 de gener de 1977) és una actriu turca de sèries de televisió i de cinema turc. Es va graduar al Conservatori de la Universitat 9 de Setembre, a Esmirna, com a cantant d'opera. Amb la pel·lícula Türev, el 2005, va guanyar el premi "Actriu revelació" el 2006. El 2012 va formar part del jurat de la 2a edició del Festival de Cine Rei Midas a Eskişehir. Va treballar com a Sultana en el sèrie de televisió Hercai de 2019.